# Mont-Saint-Vincent
Mont-Saint-Vincent es una comuna y población de Francia, en la región de Borgoña, departamento de Saona y Loira, en el distrito de Chalon-sur-Saône. Es la cabecera del cantón de su nombre.
Su población en el censo de 1999 era de 317 habitantes.
Está integrada en la Communauté de communes autour du Mont Saint-Vincent.

## Demografía
| 422 | 368 | 391 | 379 | 338 | 327 | 335 | 317 |
| Para los censos de 1962 a 1999 la población legal corresponde a la población sin duplicidades (Fuente: INSEE [Consultar]) |     |     |     |     |     |     |     |